# Бернхард фон Хардег
Бернхард фон Хардег (на немски: Bernhard von Hardegg; * ок. 1535; † 23 август 1584, Прага) от род Хардег, е граф на Хардег в Глац и в Махланде в Долна Австрия.

## Произход
Той е най-големият (от пет сина) на граф Юлиус I фон Хардег († 1557/1559) и съпругата му графиня Гертруда фон Еберщайн (* 1512; † 1551), дъщеря на граф Бернхард III фон Еберщайн (1459 – 1526) и Кунигунда фон Валдбург-Зоненберг (1482 – 1538), дъщеря на граф Еберхард II фон Валдбург-Зоненберг († 1483) и графиня Анна фон Фюрстенберг († 1522).
Дядо му граф Хайнрих I фон Хардег († 1513) помага на императорите Фридрих III и на Максимилиан I. Той е имперски съветник, става имперски губернатор на Италия и командир на имперски регимент, получава през 1493 г. графството и замък Хардег и от 1495 г. има титлата граф на Хардег и от 1499 г. имперски граф на Хардег в Глац и в Махланде.

## Фамилия
Бернхард фон Хардег се жени на 1 февруари 1568 г. за Анна Сузана фон Лихтенщайн (* 22 май 1549; † 1596 или 27 април 1613), дъщеря на Георг Хартман фон Лихтенщайн-Фелдсберг (1513 – 1562) и Сузана фон Лихтенщайн († 1595). Те имат две дъщери:
- Естер фон Хардег (* ок. 1567; † пр. 1614), омъжена на 23 януари 1586 г. за фрайхер Кристоф Вилхелм фон Целкинг (* 1575; † 27 април 1631, Виена)
- Матилда фон Хардег (* ок. 1575; † 14 септември 1602), омъжена ок. 1597 г. за граф Ян/Йохан фон Куноцитц (* ок. 1571; † 19 ноември 1615)